# Гелениус, Эгидий

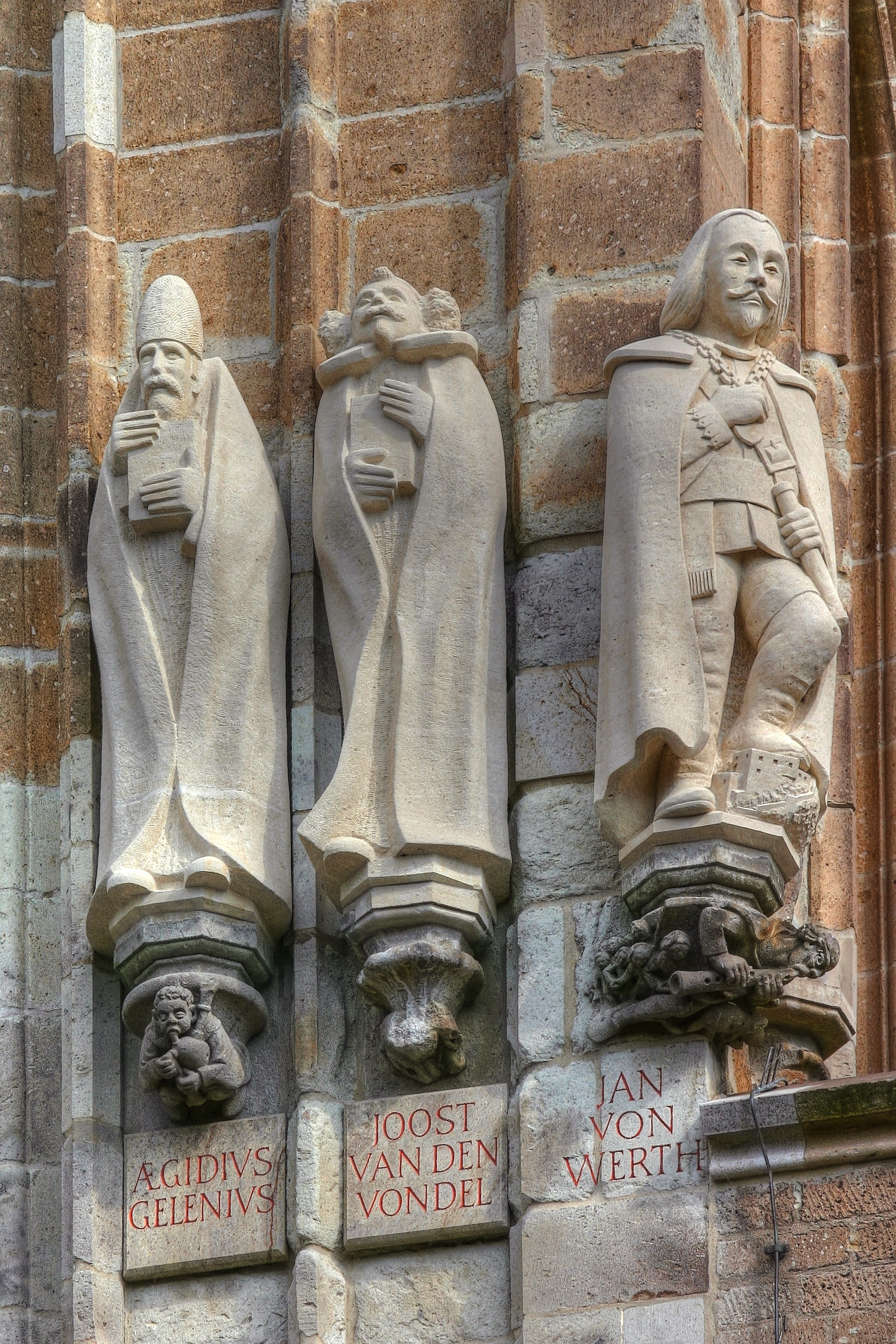
Пауль де Свааф, скульптура Эгидия Гелениуса на башне кёльнской ратуши (первая слева)

Эгидий Гелениус (лат. и нем. Aegidius Gelenius; 10 июня 1595, Кемпен — 24 августа 1656, Оснабрюк) — немецкий клирик и историк, один из крупнейших кёльнских историков позднего Средневековья, епископ.

## Жизнь и творчество
В 1614 году поступил в школу ордена иезуитов в Майнце, затем провёл 5 лет в Риме, в Коллегиум Германикум (Collegium Germanicum), где изучал теологию, философию, историю. В 1616 году получил степень бакалавра богословия университета Перуджи. В 1619 году Эгидий был посвящён в сан священника в Кёльне, в 1621 он стал священником церкви св. Андрея, с 1623 года — кандидат богословия и лиценциат кафедры теологии Кёльнского университета. Между 1625 и 1631 годами Гелениус — настоятель кёльнской церкви св. Христофора. В 1645 году, по просьбе герцога Вольфганга-Вильгельма Бергского, занимался инспекцией церковных заведений герцогства Берг. В 1653 году был назначен аудитором Кёльнской нунциатуры Святейшего престола. 29 ноября 1655 года Э. Гелениус был удостоен званий титулярного епископа Аурелиополиса в бывшей римской провинции Азия (малоазийская Лидия) и епископа Оснабрюкского. Был посвящён в епископский сан 26 марта 1656 года, однако вскоре после этого скончался.
Крупнейшим и наиболее значительным сочинением Э. Гелениуса, над которым он работал 15 лет, был вышедший в 1645 году его труд «О вызывающих восхищение святых и гражданах Большого Кёльна» (De admiranda sacra et civili magnitudine Coloniae). Работа эта была начата ещё братом Эгидия, рано скончавшимся Иоганном Гелениусом (1585—1631), также кёльнским историком. Труд Э. Гелениуса ценен тем, что при его создании автор использовал многочисленные, не дошедшие до нашего времени исторические источники. Также был автором работ по генеалогии и геральдики дворянских родов Рейнской области.